# Nordvedfluga
Nordvedfluga (Xylophagus matsumurae) är en tvåvingeart som beskrevs av Miyatake 1965. Nordvedfluga ingår i släktet Xylophagus, och familjen vedflugor. Enligt den svenska rödlistan är arten starkt hotad i Sverige. Arten förekommer i Övre Norrland. Artens livsmiljö är skogslandskap.